# Distrito electoral federal 1 de Tlaxcala
El I Distrito Electoral Federal de Tlaxcala es uno de los 300 Distritos Electorales en los que se encuentra dividido el territorio de México para la elección de diputados federales y uno de los 3 en los que se divide el estado de Tlaxcala. Su cabecera es la ciudad de Apizaco.
El Primer Distrito Electoral de Tlaxcala se localiza en la zona norte y este del estado y lo forman los municipios de Atltzayanca, Apizaco, Atlangatepec, Cuapiaxtla, Cuaxomulco, El Carmen Tequexquitla, Emiliano Zapata, Huamantla, Ixtenco, Lázaro Cárdenas, Muñoz de Domingo Arenas, San José Teacalco, Terrenate, Tetla de la Solidaridad, Tlaxco, Tocatlán, Tzompantepec, Xaloztoc, Yauhquemehcan y Zitlaltepec de Trinidad Sánchez Santos.

## Distritaciones anteriores

### Distritación 1996 - 2005
Entre 1996 y 2005 el Primer Distrito idéntico en su territorio e integración municipal con la única diferencia del municipio de Muñoz de Domingo Arenas que en ese periodo formó parte del II Distrito.

## Diputados por el distrito
- XLVI Legislatura
  - (1964 - 1967): Tulio Hernández Gómez (PRI)
- XLVII Legislatura
  - (1967 - 1970): Nicolás López Galindo (PRI)
- XLVIII Legislatura
  - (1970 - 1973): José Dolores Díaz Flores (PRI)
- XLIX Legislatura
  - (1973 - 1976): Esteban Minor Quiroz (PRI)
- L Legislatura
  - (1976 - 1979): Nazario Romero Díaz (PRI)
- LI Legislatura
  - (1979 - 1982): Salvador Domínguez Sánchez (PRI)
- LII Legislatura
  - (1982 - 1985): N/D
- LIII Legislatura
  - (1985 - 1986): Beatriz Paredes Rangel (PRI)
  - (1986 - 1988): N/D
- LIV Legislatura
  - (1988 - 1991): Félix Pérez Amador (PRI)
- LV Legislatura
  - (1991 - 1994): Héctor Ortiz Ortiz (PRI)
- LVI Legislatura
  - (1994 - 1997): Joaquín Cisneros Fernández (PRI)
- LVII Legislatura
  - (1997 - 2000): José Pascual Grande Sánchez (PRI)
- LVIII Legislatura
  - (2000 - 2003): Javier García González (PRI)
- LIX Legislatura
  - (2003 - 2006): Gelacio Montiel Fuentes (PRD)[4]
- LX Legislatura
  - (2006 - 2009): Alejandro Aguilar López (PAN)[5]
  - (2009): María Guadalupe Salazar Anaya (PAN)
- LXI Legislatura
  - (2009 - 2012): Oralia López Hernández (PAN)
- LXII Legislatura
  - (2012 - 2015 María Guadalupe Sánchez Santiago (PRI)
- LXIII Legislatura
  - (2015 - 2018): Rosalinda Muñoz Sánchez (PRI)
- LXIV Legislatura
  - (2018 - 2021): Jose de la Luz Sosa Salinas (Morena)
- LXV Legislatura
  - (2021 - 2024): Alejandro Aguilar López (PT)

## Resultados electorales

### 2015
|  | 37.05 % |

|  | 26.30 % |

|  | 19.31 % |

|  | 6.02 % |

|  | 3.25 % |

|  | 0.76 % |

|  | 0.11 % |

|  | 7.21 % |

|  | 100.00 % |